# Cotinga emmascarada
La cotinga emmascarada (Pipreola pulchra) és un ocell de la família dels cotíngids (Cotingidae).

## Hàbitat i distribució
Habita als boscos dels Andes del Perú.